# Progress MS-20
Progress MS-20 (rusky: Прогресс МC-20, identifikace NASA: Progress 81P) byla ruská nákladní kosmická loď řady Progress postavená společnosti RKK Energija a provozovaná agenturou Roskosmos za účelem zásobování Mezinárodní vesmírné stanice (ISS), k níž byla připojena od června 2022 do února 2023. Její výrobní číslo bylo 450 a celkově šlo o 173. let lodi Progress.

## Loď Progress MS

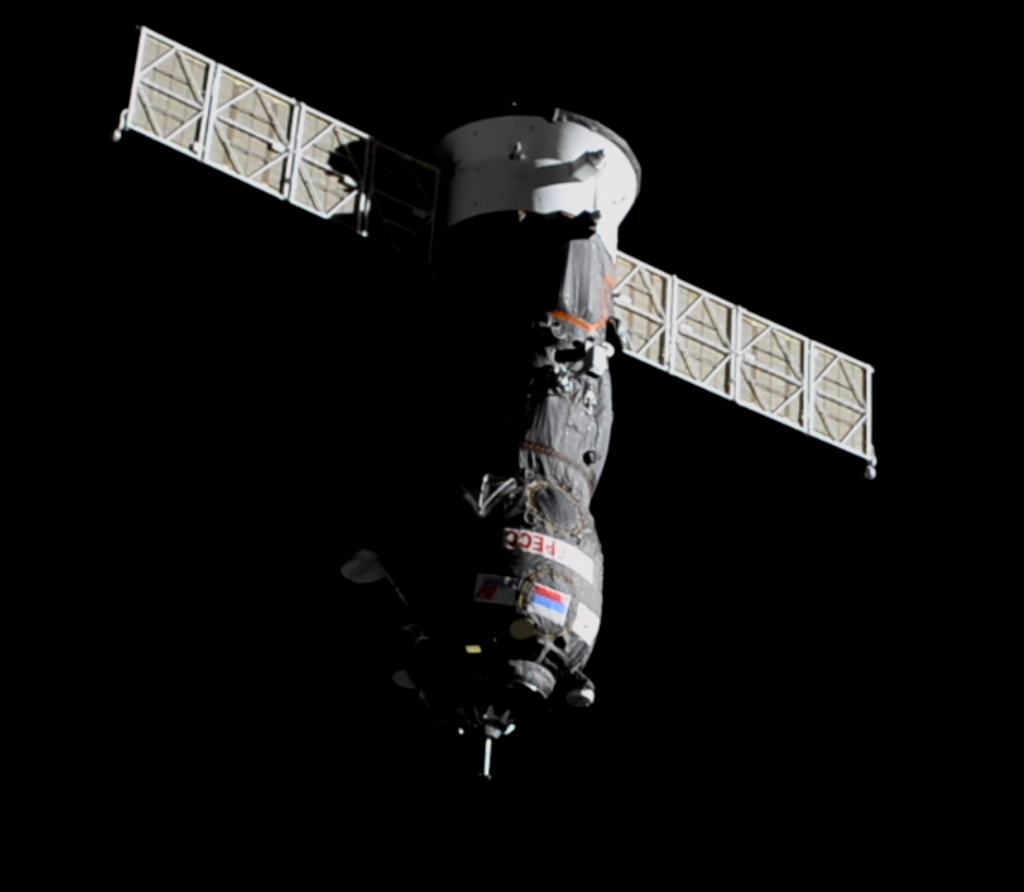
Progress MS-16 při příletu k ISS.

Progress MS je celkem pátá varianta automatické nákladní kosmické lodi Progress používané od roku 1978 k zásobování sovětských a ruských vesmírných stanic Saljut a Mir a od roku 2000 také Mezinárodní vesmírné stanice (ISS). První let této varianty s označením Progress MS-01 odstartoval 21. prosince 2015. Celková délka lodi dosahuje 7,2 metru, maximální průměr 2,72 metru, rozpětí dvou solárních panelů 10,6 metru. Startovní hmotnost je až 7 300 kg, z toho užitečné zatížení může dosáhnout až 2 600 kg.
Varianta MS zachovává základní koncepci vytvořenou už pro první Progressy. Skládá se ze tří sekcí – nákladní (pro suchý náklad a vodu), pro tankovací komponenty (na kapalná paliva a plyny) a přístrojové. Varianta je oproti předchozí verzi M-M doplněna o záložní systém elektromotorů pro dokovací a těsnicí mechanismus, vylepšenou ochranu proti mikrometeoroidům a zásadně modernizované spojovací, telemetrické a navigační systémy včetně využití satelitního navigačního systému Glonnas a nového – digitálního – přibližovacího systému Kurs NA. Od lodi MS-03 pak Progressy obsahují také nový vnější oddíl, který umožňuje umístění čtyř vypouštěcích kontejnerů pro celkem až 24 CubeSatů.

## Průběh mise
Progress MS-20 odstartoval podle plánu 3. června 2022 v 09:32:16 UTC na raketě Sojuz 2.1a z kosmodromu Bajkonur. K zadnímu portu modulu Zvezda se připojil po dvou obletech země, téhož dne v 13:02:03 UTC.
Loď během svého spojení s ISS zajistila celkem 7 plánovaných manévrů kvůli zvýšení oběžné dráhy stanice a také 4 neplánované za účelem vyvedení ISS z rizikové trajektorie s kosmickým smetím.
Podle zveřejněných plánů měl let trvat 256 dní, do 14. února 2022, ale kvůli změnám programu způsobeným poškozením kosmické lodi Sojuz MS-22 v prosinci 2022 došlo ke zkrácení letu o týden. Progress MS-20 se tak od modulu Zvezda oddělil 7. února 2023 v 04:56:36 UTC, V 08:04 UTC zahájil tříminutový brzdicí zážeh a podle plánu v 08:37 UTC vstoupil do atmosféry nad Tichým oceánem a zanikl.

## Náklad
Loď na ISS dovezla 2 517 kg nákladu, který byl tvořen 599 kg pohonných hmot, 420 l vody, 40 kg stlačeného dusíku v tlakových lahvích a 1 458 kg zásob zdravotnických a hygienických potřeb, oblečení a potravinových dávek pro posádku, nechybělo ani různé vybavení pro provoz stanice a pro vědecké experimenty včetně 3D tiskárny, a čtyři studentské satelity.